# Grâce (religion)
La grâce divine est un concept donné dans plusieurs religions :
- la grâce se retrouve dans la religion chrétienne.
- la grâce (الفضل) est un concept important de la religion musulmane.
- la grâce est une valeur du sikhisme.